# Aßberg
Aßberg ist ein Gemeindeteil der Gemeinde Jandelsbrunn im niederbayerischen Landkreis Freyung-Grafenau.

## Geschichte
Aßberg gehört zu den sogenannten Sieben Künischen Dörfern, die wegen ihrer 260-jährigen Zugehörigkeit zu Österreich und damit zu den Habsburgern so (königlich = künisch) genannt werden. 1765 kaufte Fürstbischof Leopold Ernst Graf von Firmian dieses Gebiet für 137.787 Gulden zurück, jedoch ohne die Burg Rannariedl, welche die Grundherrschaft über diese Ortschaften ausübte.

## Baudenkmäler
In die Liste der Baudenkmäler in Aßberg sind zwei Objekte eingetragen: ein Bildstock, bezeichnet 1650, und die Kapelle am Dorfrand.